# Gaz de France Réseau Distribution
Gaz de France Réseau Distribution (GRD) est l'ancienne direction de Gaz de France chargée de la gestion du réseau de distribution, dans le cadre de la séparation comptable des activités de Gaz de France, à la veille de l'ouverture du marché du gaz naturel à la concurrence.
GRD est responsable de la gestion des 185 000 km de canalisations en France, mais les interventions techniques sont assurées par  un service commun avec EDF, EDF-GDF Distribution (EGD), qui comporte 47 000 agents en 2007 et possède sa propre direction.

## Historique
L'entité est créée en 2003 à la suite d'une directive européenne. Gaz de France est oligée de créer une entité spécialisée dans la distribution : c'est GRD.
Gaz de France Réseau Distribution, bien qu'ayant une direction distincte et un management totalement séparé, fait partie intégrante du groupe Gaz de France SA, et n'a pas d'identité juridique propre.
La direction Gaz de France Réseau Distribution était dirigée par Laurence Hézard. Cette direction se concentrait principalement sur les activités stratégiques et la gestion des contrats de concession.
Ainsi, Gaz de France Réseau Distribution formait un service commun avec EDF Réseau Distribution qui porte le nom d'EDF Gaz de France Distribution. 
Depuis le 1er janvier 2008, Gaz de France a filialisé cette activité, désormais dénommée Gaz Réseau Distribution France (GrDF). Laurence Hézard est alors reconduite à la direction de la nouvelle filiale.